# Aristomaco di Crotone
Aristomaco di Crotone (in greco antico: Αριστόμαχος?, Aristómachos; Crotone, ... – Crotone, ...; fl. III secolo a.C.) è stato un militare greco antico a capo della plebe crotoniate di ideologia filopunica durante la guerra annibalica del 215 a.C..

## Biografia
In patria venne considerato un traditore in quanto, con l'arrivo ormai imminente dei Bruzi che erano interessati a prendere possesso di quei territori, Aristomaco fu pronto a consegnare la città nelle loro mani senza opporre alcuna resistenza; nel contempo strinse anche un'alleanza con Annone il Vecchio, condottiero dei Cartaginesi, il quale quest'ultimo chiese ad Aristomaco di lasciare che i Bruzi (loro alleati) diventassero i loro colonizzatori. A dispetto di Aristomaco, però, il popolo crotoniate non accettò la richiesta di Annone, sottolineando che sarebbero disposti a morire piuttosto che sottomettersi alla loro lingua e ai loro usi e costumi.